# 横網町公園
横網町公園（よこあみちょうこうえん）は、東京都墨田区横網にある東京都立の公園である。東京都慰霊堂や復興記念館があるところとして知られている。

## 歴史

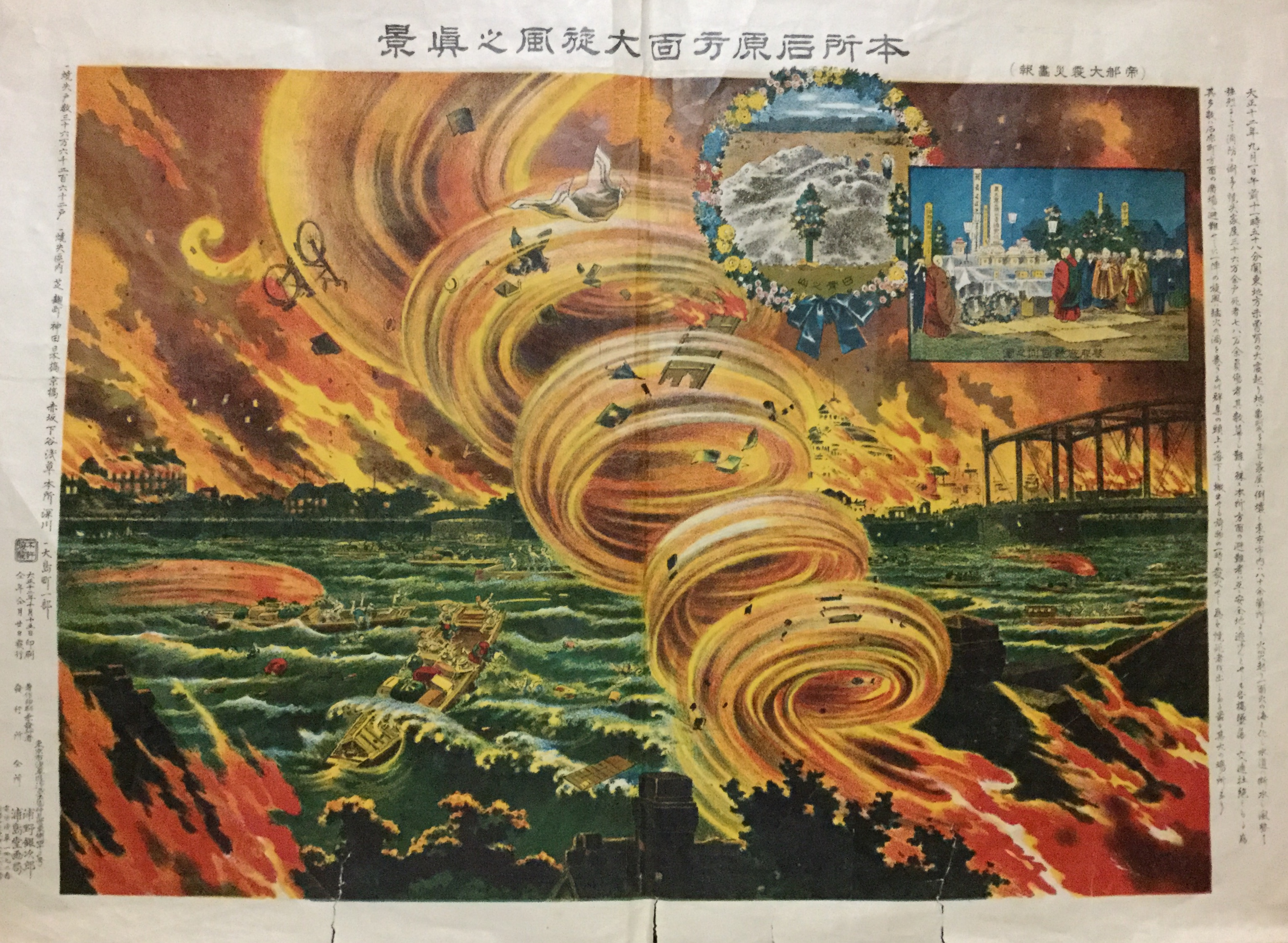
『帝都大震災画報』より、被服廠跡地を襲う火災旋風を描いた図

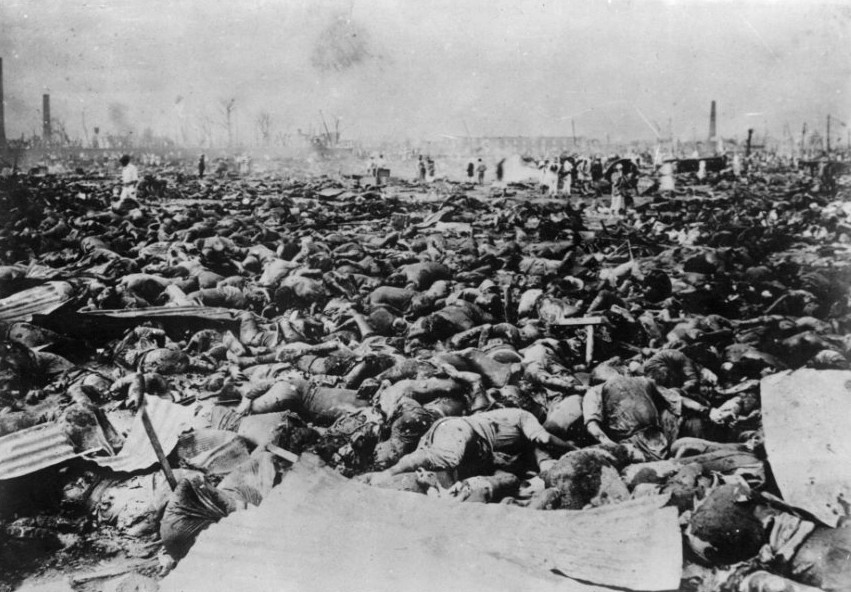
関東大震災直後。被服廠の敷地を埋める避難民の遺体

当公園は元々陸軍被服本廠があった場所で、1922年に王子区（現在の北区）赤羽台に移転した後、東京市（当時）が買収して公園として整備したものである。工事は1923年7月に開始されたが、その最中の同年9月1日に関東大震災が発生した。昼食準備で火を使う正午直前の地震だったこと、北陸地方を台風が通過中で、関東地方も強風に見舞われていたこと、工場や住宅が密集する下町は街全体が火災に弱かったことの三要素が重なり、各所からの出火は大規模火災に発展した。
炎に追われた人々は造成中だった当公園を絶好の避難場所とみなして集まってきた。被服廠跡地に集った避難民は約4万人に達したという。だが16時頃、敷地は火災に取り巻かれ、熱風が人々を襲った。避難の際に持ち出した家財道具に火が移り、さらには巨大な火災旋風が発生し、人はおろか荷物や馬車までもを巻き上げ、炎の中に飲み込んでいった。
結果、横網町公園に避難した人だけで3万8,000人が犠牲になったという。犠牲者の遺体は震災後2日時点でも転がったままになっていた。2日後の9月3日に知人の安否確認に行ってその遺体に遭遇した禅僧の松原泰道は当時の情景を以下のように記している。松原によれば後年の東京大空襲を思わせるほどの焼け野が原であったという。生き残った人々は法華経の読経をして犠牲者を追悼していた。

翌々九月三日に私は父に連れられて知人のKさんの安否をたずねて、東京都の墨田区の東岸に沿う江東地区に参りました。去る太平洋戦争の空襲の被災のときもそうでしたが、見渡すかぎりの焼野原で、無数の死体がどこにでも転がっている悲惨な状態でした。
とくに本所の被服廠跡の広大な空地では、焼死者数万といわれましたが、燃え残りの火がまだ収まらぬなかで、日蓮宗の信者さんたちが、大勢で太鼓をたたいて法華経(後に知ったのですが) を読んでおられました。塔婆代わりに焼け残りの板が二、三枚建てられていましたが、そのどの頂きにも「三界無安猶如火宅」と書かれてありました。私は、父からその意味を教えてもらって、はじめて「火宅の喩」を知っただけでなく、法華経という経典の名も、このとき教わりました。案じていた私たちの知人の生死は、ついに分かりません。父は、被服廠跡の死骸の山の中にKさんの遺骸があるかもしれない、と合掌しておりました。かなり大きくて立派だったKさんの住居は焼け尽くされて何も残っていませんでした。
--松原泰道『法華経入門』祥伝社、1983、P44-45

震災後、遺体はその場で火葬され、3mの高さになるほどの大量の遺骨は、その場に急遽作られた仮設の慰霊堂に収容された。四十九日となる10月19日に、東京府市合同の大追悼式が行われた。1924年9月1日から東京府市合同で殃死者一周年祭並びに法要をし、以降から毎年続けられている。納骨堂（三重塔）や慰霊堂は建築家の伊東忠太らが設計することになり、1930年に完成し、納骨堂には犠牲者5万8,000人の遺骨が納められた。また、数十個の大瓶に移された遺骨は堂内に安置された。
1930年9月1日、慰霊堂を中心とする関東大震災に関する施設等は、東京震災事業協会から東京市に精算残余金とともに引き継がれた。また、横網町公園自体も同日に開園した。翌1931年には当公園内に関東大震災の惨劇とそこからの復興を後世に伝えるため、復興記念館が完成した。
しかし1945年、東京は第二次世界大戦によって再び焦土と化し、特に3月10日の東京大空襲による犠牲者の遺体は、当公園をはじめ多くの公園に仮埋葬されていた。その後、第二次世界大戦によって生じた身元不明の遺骨などを、当公園にある納骨堂を拡張した「震災記念堂」に合祀されることになった。そして1951年に「東京都慰霊堂」と改称され、現在に至っている。慰霊堂は1999年（平成11年）、復興記念館とともに東京都選定歴史的建造物に指定された。

## 主な施設
- 東京都慰霊堂[10]…関東大震災の発生した9月1日と東京大空襲の3月10日に法要が営まれている。
- 東京都復興記念館…現在の建物は設立当時のもの。内部は第二次世界大戦に関する資料もある。また屋外には関東大震災で被災した物を展示している。
- 関東大震災朝鮮人犠牲者追悼碑…前面の石には「この歴史永遠に忘れず　在日朝鮮人と固く手を握り　日朝親善アジア平和を打ちたてん 藤森成吉」と刻まれている[13][14]。1973年9月29日に建立[15][16][17]。毎年9月1日に追悼式典が営まれている。
- 幽冥鐘…関東大震災による遭難者の霊を追弔するため、中華民国仏教徒から日本仏教連合会を経て、1925年10月に東京市に寄贈された[13]。鐘楼の設計は伊藤忠太[13]。1930年8月31日に完成し、同年10月1日には鐘始撞式が行われた[13]。「普聞鐘声、冥陽両利」と刻んである[18]。
- 震災遭難児童弔魂群像…関東大震災で被災し犠牲となった児童らを弔うために作られた像。公園課技師の上野真友による図案を基礎とし、彫刻家小倉右一郎が製作[13]。1931年に完成したが、戦時中の金属供出で失われた。現在の像は、戦後に前作者の弟子である津上昌平、山畑阿利一に依嘱し1961年に復興されたものである[19][18]。
- 東京空襲犠牲者を追悼し平和を祈念する碑…「東京の大空襲犠牲者を追悼し平和を願う会」の呼びかけにより、2001年に完成した[20]。斜面を覆う花は生命を象徴している[20]。内部には、「東京空襲犠牲者名簿」が納められている[20]。
- 石原三丁目戦災死者追悼之碑…戦災殉難者の慰霊供養のため、石原町三丁目町会により建立された[21]。
- 日本庭園
- 面積：19,579.53 m2

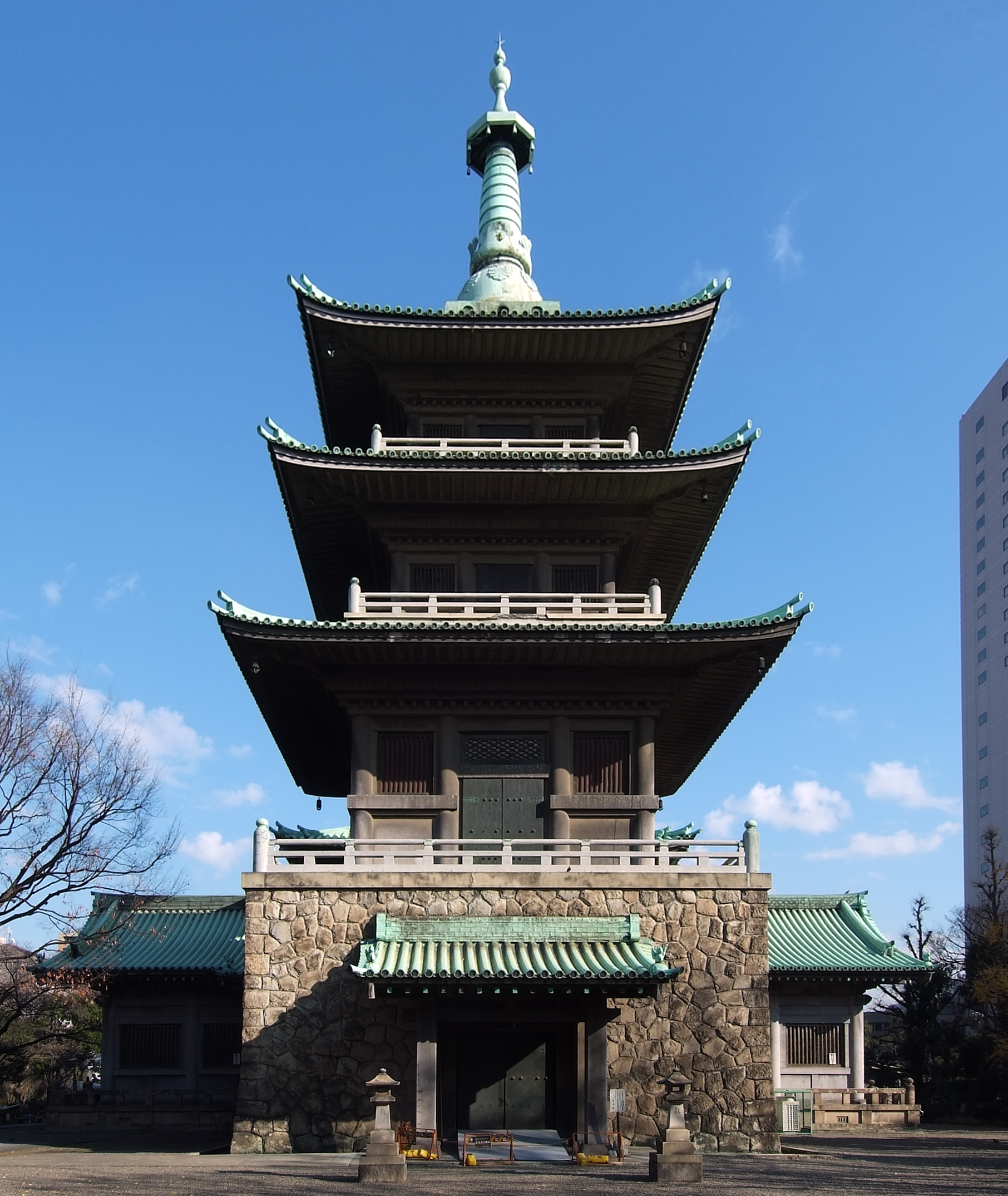
慰霊堂の施設である三重塔
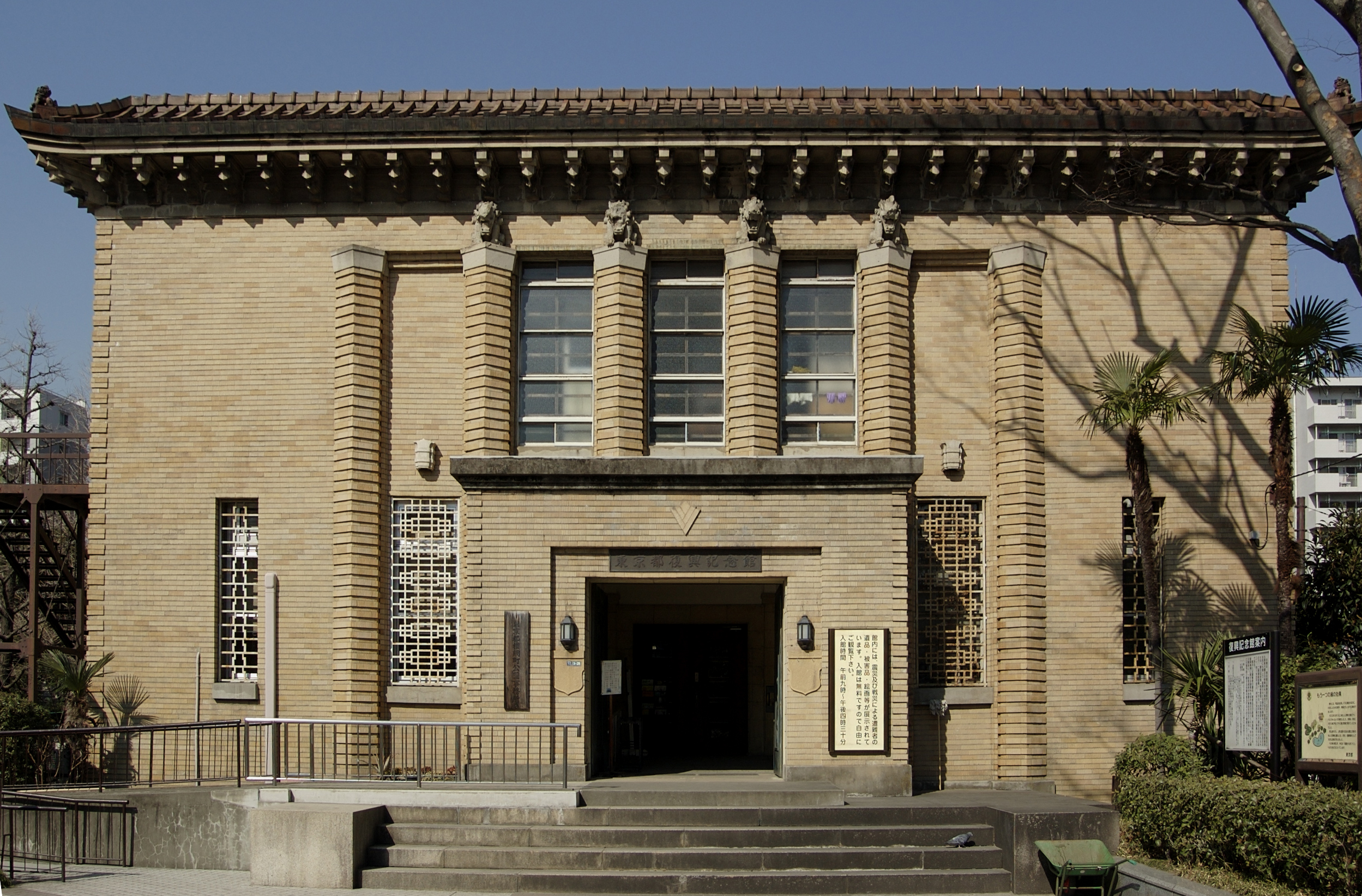
東京都復興記念館
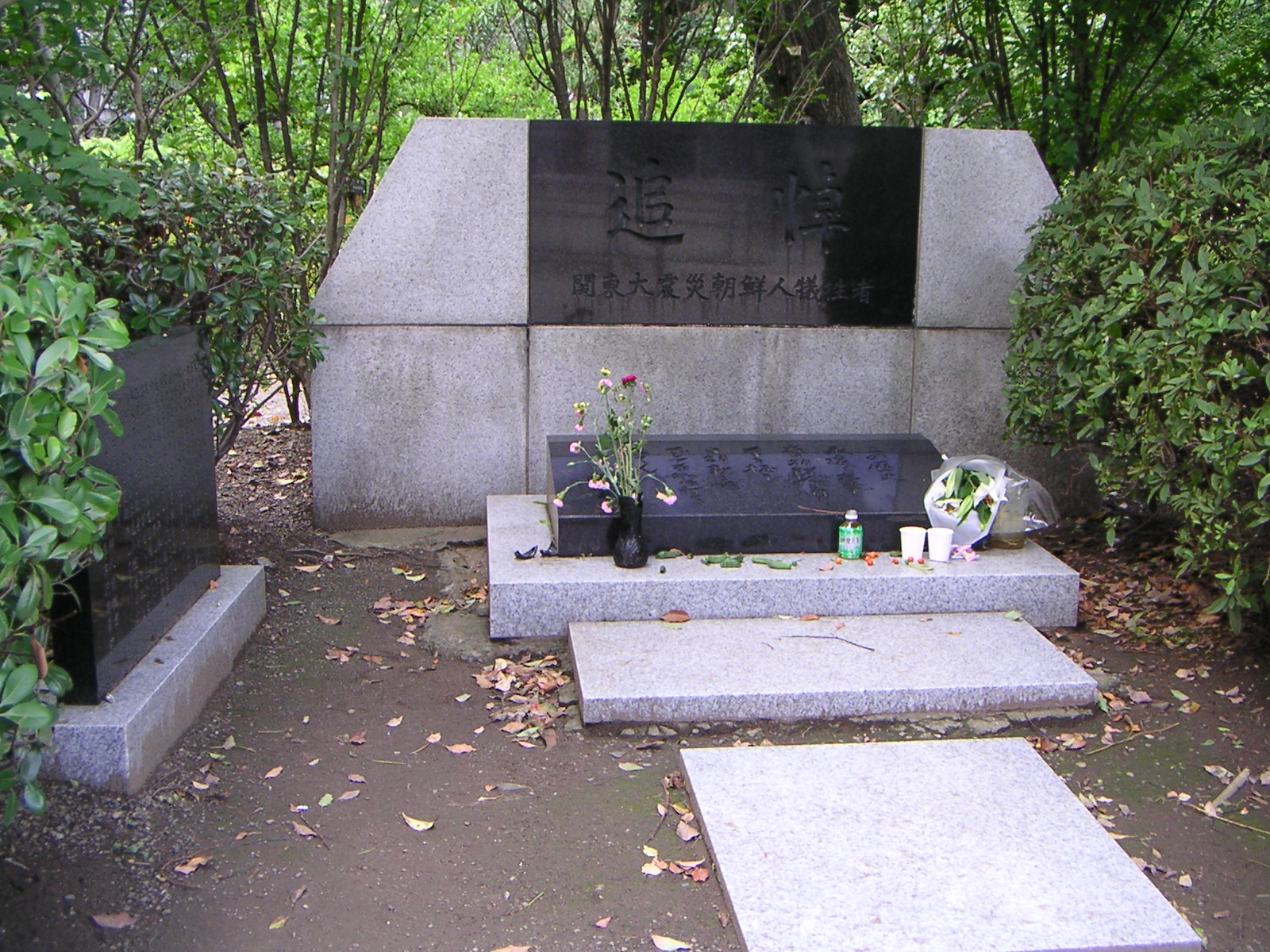
関東大震災朝鮮人犠牲者追悼碑
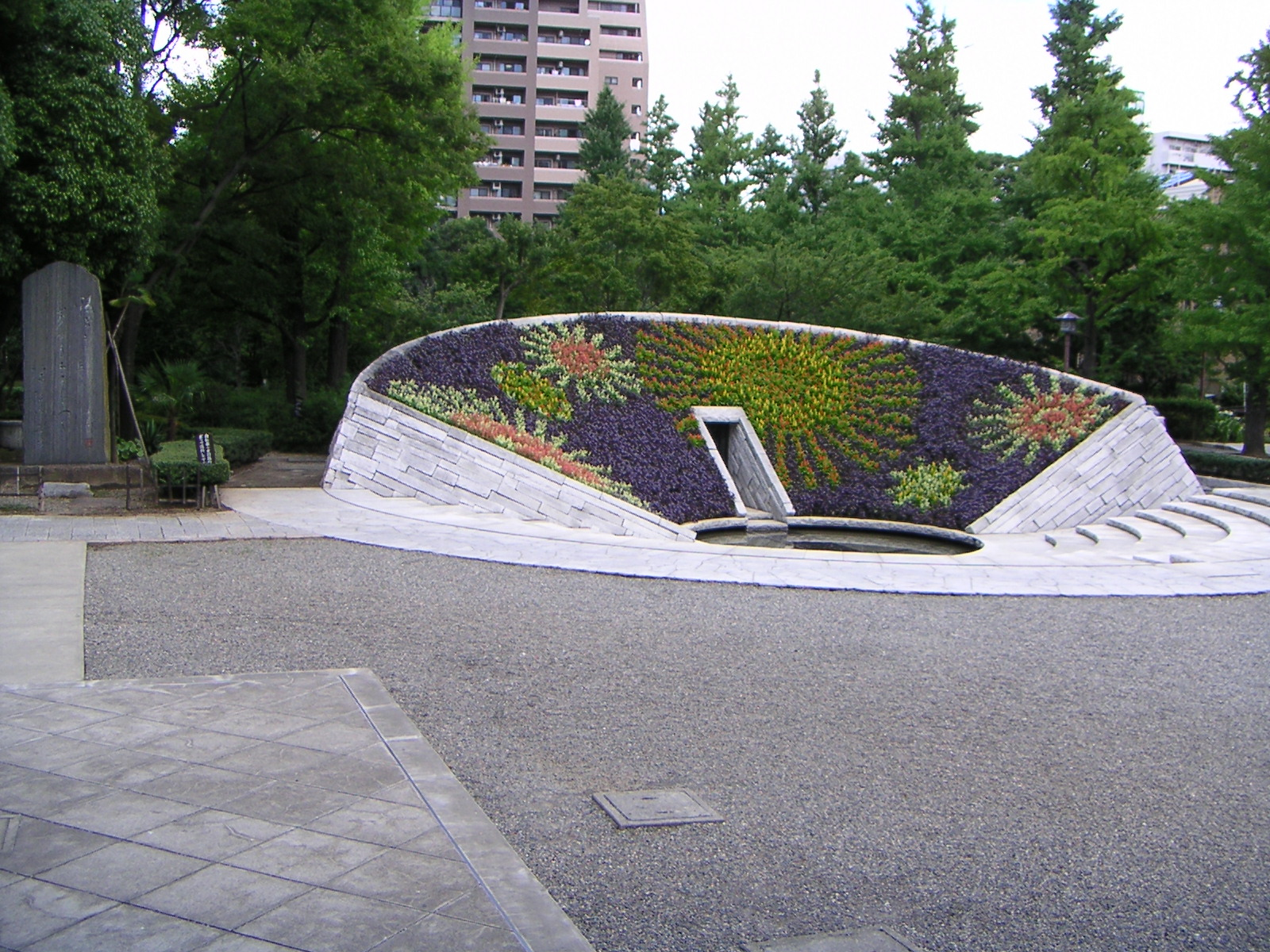
東京空襲犠牲者を追悼し平和を祈念する碑
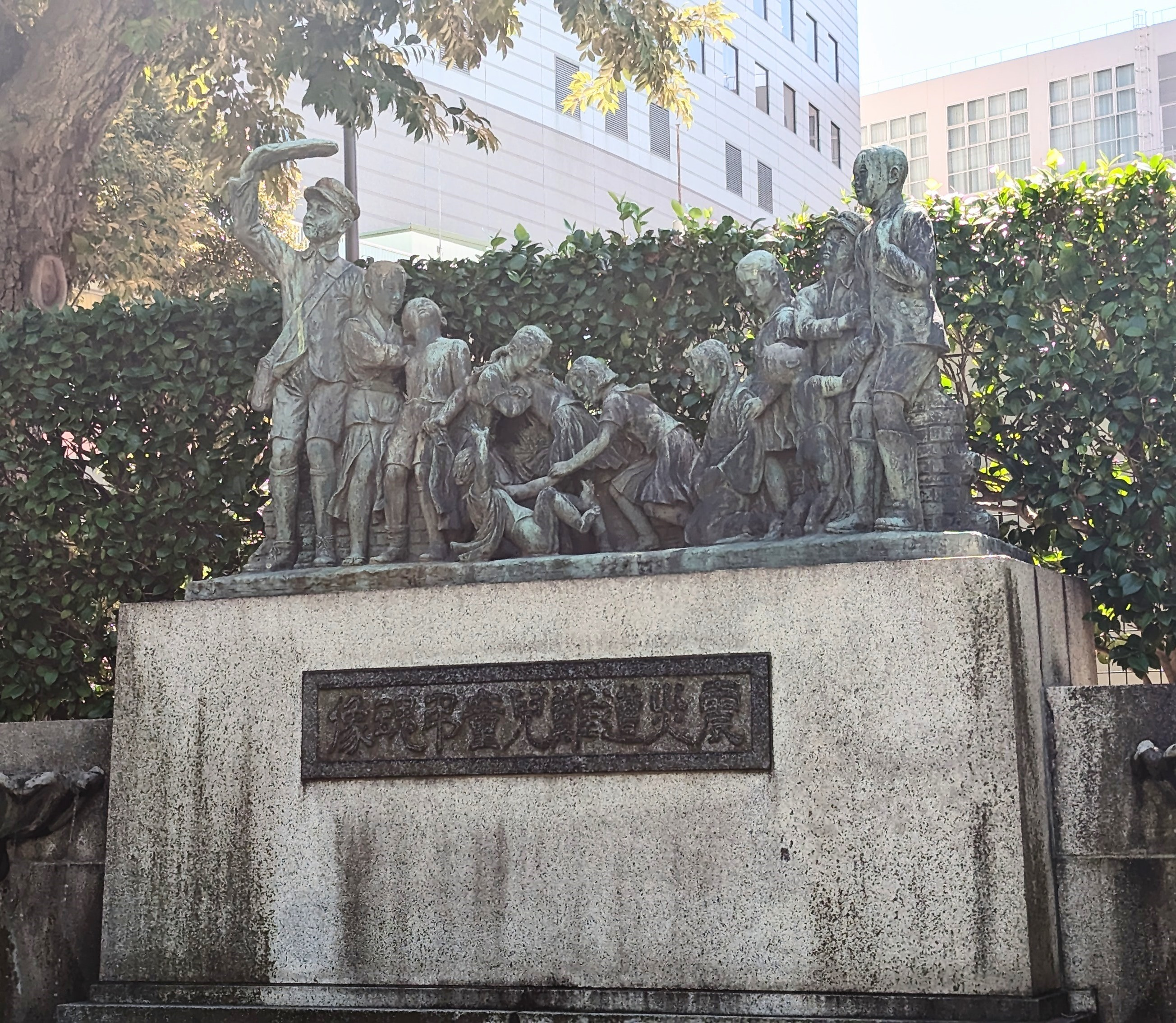
震災遭難児童弔魂像
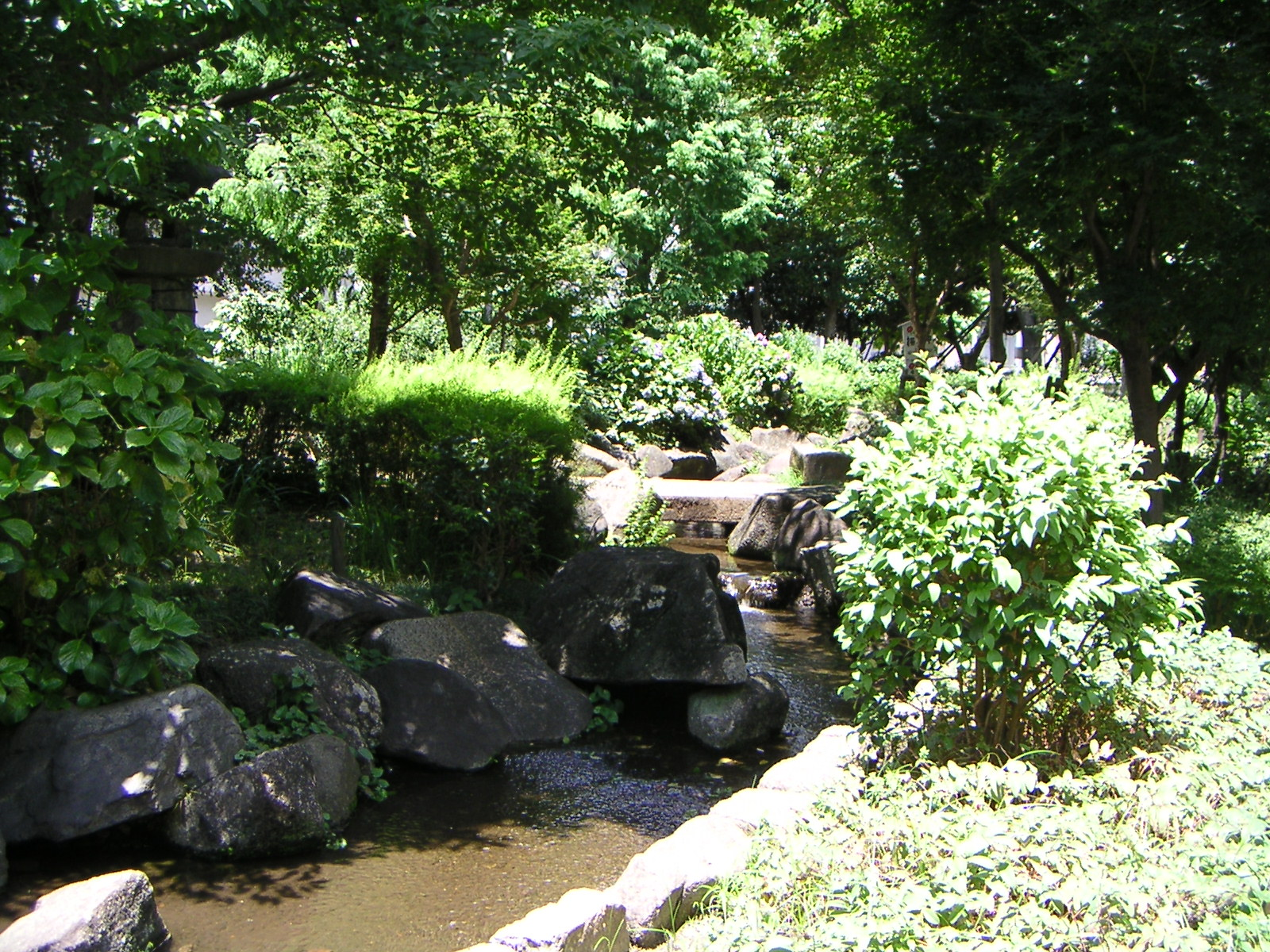
日本庭園

## 近隣施設
- 江戸東京博物館
- 両国国技館
- 旧安田庭園
- 安田学園中学校・高等学校
- 第一ホテル両国
- 築地本願寺慈光院 - 築地本願寺の別院。関東大震災で犠牲になった人たちを追悼するために建立された。

## アクセス情報
- 総武線・両国駅より徒歩10分。都営地下鉄大江戸線・両国駅からでは徒歩7分。都営地下鉄浅草線・蔵前駅より徒歩10分（蔵前橋経由）。
- 開園時間：公園は常時開園。復興記念館は月曜と年末年始が休みで、9時から16時30分まで。また慰霊堂は早朝・夜間は閉鎖されている。
- 駐車場：なし
- 料金：入園無料。慰霊堂や復興記念館の入場も無料。